# La Bonita, Nayarit
La Bonita är en ort i Mexiko.   Den ligger i kommunen Del Nayar och delstaten Nayarit, i den centrala delen av landet, 700 km nordväst om huvudstaden Mexico City. La Bonita ligger 841 meter över havet och antalet invånare är 156.
Terrängen runt La Bonita är bergig norrut, men söderut är den kuperad. Runt La Bonita är det mycket glesbefolkat, med 5 invånare per kvadratkilometer. Närmaste större samhälle är Linda Vista, 16,0 km nordost om La Bonita. I omgivningarna runt La Bonita växer huvudsakligen savannskog.